# Giuliano de' Medici (bispo)
Giuliano de' Medici (falecido em 1635) foi um prelado católico romano que serviu como arcebispo de Pisa de 1620 a 1635.

## Biografia
No dia 15 de Junho de 1620, Giuliano de' Medici foi nomeado durante o papado de Paulo V como Arcebispo de Pisa. A 21 de Junho de 1620, foi consagrado bispo por Roberto Ubaldini, bispo de Montepulciano, com Francesco Sacrati, arcebispo titular de Damasco, e Marsilio Peruzzi, arcebispo de Chieti, servindo como co-consagradores. Serviu como arcebispo de Pisa até à sua morte no dia 6 de Janeiro de 1635.